# 이정욱 (배우)
이정욱(1964년 7월 29일 ~ )은 대한민국의 배우이다.

## 생애
1981년 연극배우 첫 데뷔하였고 이후 1983년 KBS 한국방송공사 특채 탤런트 정식 데뷔하였으며 1992년 영화 《고교얄개》의 단역으로 영화배우 데뷔하였다. 그는 이후 텔레비전 연기자로서 KBS 한국방송공사, MBC 문화방송, SBS 서울방송, EBS 한국교육방송공사 드라마에서 주연과 조연과 단역을 두루 배역하였다.

## 학력
- 경서중학교
- 계원예술고등학교

## 출연작

### 영화
- 1992년 《고교 얄개》
- 1997년 《넘너 3》

### TV 시리즈
- 1983년 KBS 《보통 사람들》
- 1986년 MBC 《베스트셀러극장 - 독도수비》
- 1989년 KBS 《울 밑에 선 봉선화》
- 1989년 KBS 《사랑이 꽃피는 나무》
- 1989년 MBC 《서울 시나위》
- 1989년 KBS 《달빛 가족》
- 1989년 KBS 《서울 뚝배기》
- 1990년 MBC 《조선 왕조 오백년 - 대원군》
- 1991년 MBC 《우리들의 천국》
- 1992년 SBS 《두려움 없는 사랑》
- 1992년 KBS 《내일은 사랑》
- 1992년 KBS 《시간과 눈물》
- 1993년 KBS 《살아 남은 자의 슬픔》
- 1993년 SBS 《박봉숙 변호사》
- 1993년 KBS 《폴리스》
- 1994년 SBS 《도깨비가 간다》
- 1994년 KBS 《딸부잣집》
- 1995년 KBS 《바람은 불어도》
- 1995년 SBS 《아스팔트 사나이》
- 1995년 EBS 《언제나 푸른 마음》
- 1995년 KBS 《찬란한 여명》
- 1995년 SBS 《시트콤 LA 아리랑》
- 1995년 KBS 《목욕탕집 남자들》
- 1996년 KBS 《컬러》
- 1996년 KBS 《프로젝트》
- 1996년 KBS 《전설의 고향》
- 1996년 KBS 《슈팅》
- 1996년 KBS 《첫사랑》
- 1996년 KBS 《스타트》
- 1996년 KBS 《용의 눈물》
- 1997년 KBS 《정 때문에》
- 1997년 KBS 《욕망의 바다》
- 1997년 KBS 《프로포즈》
- 1997년 MBC 《시트콤 남자 셋 여자 셋》 ... (목소리 출연으로 특별출연)
- 1997년 KBS 《대추나무 사랑 걸렸네》
- 1997년 KBS 《그대 나를 부를 때》
- 1998년 SBS 《시트콤 순풍 산부인과》
- 1999년 ITV 《시트콤 닥터 닥터》
- 2000년 SBS 《왕룽의 대지》
- 2000년 ITV 《시트콤 헬로우 닥터》
- 2000년 KBS 《부부 클리닉》
- 2000년 KBS 《태조 왕건》
- 2001년 MBC 《시트콤 세 친구》
- 2001년 KBS 《동서는 좋겠네》
- 2002년 KBS 《시트콤 동물원 사람들》
- 2003년 KBS 《무인시대》
- 2006년 KBS 《서울 1945》
- 2007년 MBC 《문희》
- 2007년 KBS 《산 너머 남촌에는》
- 2007년 SBS 《쩐의 전쟁》
- 2008년 KBS 《대왕 세종》
- 2012년 SBS 《부탁해요 캡틴》
- 2012년 KBS 《각시탈》
- 2012년 KBS 《해운대 연인들》
- 2012년 KBS 《울랄라 부부》
- 2012년 KBS 《전우치》
- 2013년 KBS 《천명》
- 2016년 KBS 《징비록》
- 2016년 KBS 《우리 집에 사는 남자》
- 2017년 KBS 《장영실》
- 2017년 KBS 《학교 2017》